# Mercedes Benz OF1214
El Mercedes-Benz OF 1214 es un colectivo de motor delantero, era el sucesor del OC 1214, ambos eran frontales y no como el LO1114 que era semifrontal.

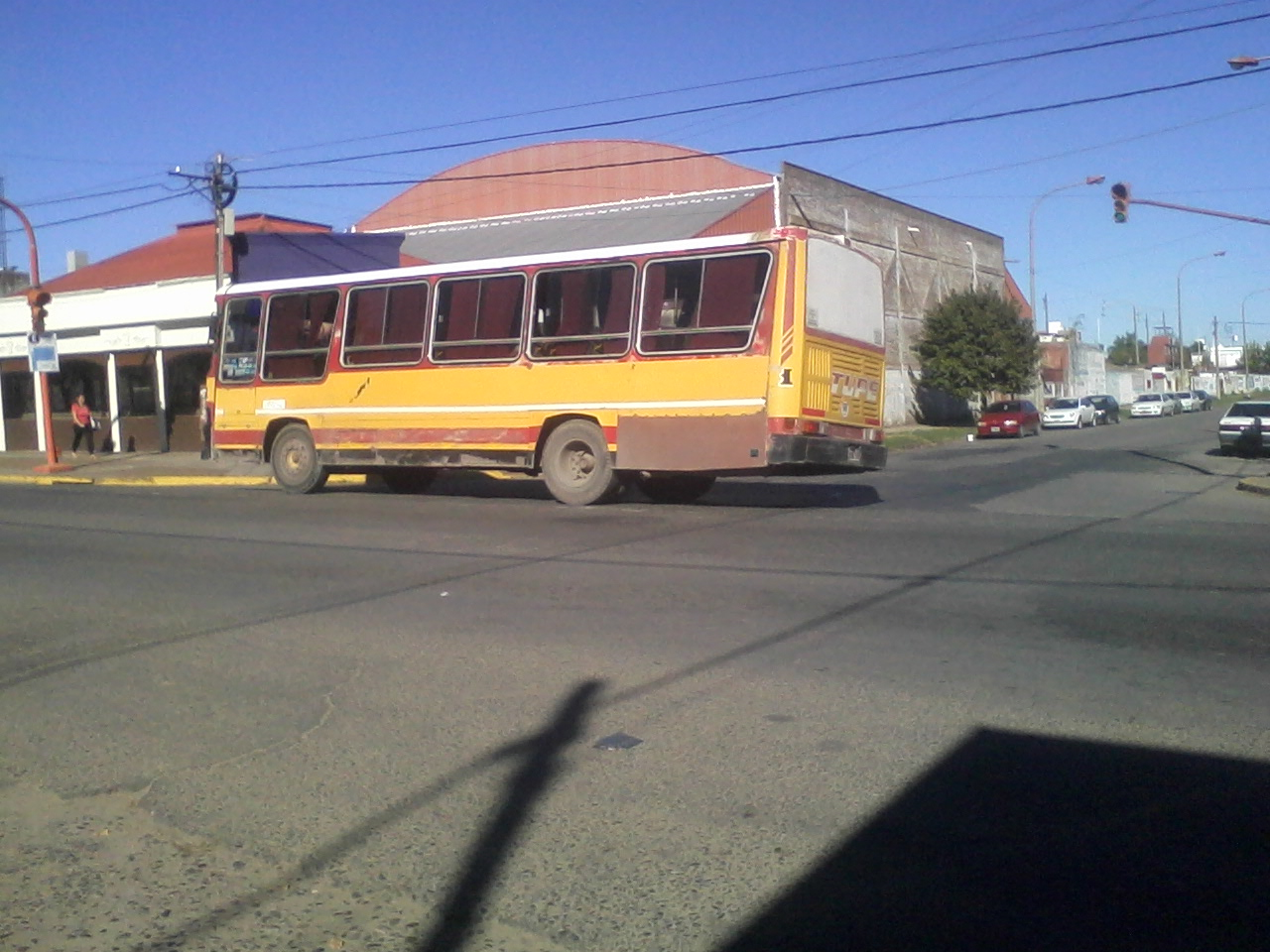
Tupe coche 1

Fue muy usado en la década de 1980 y algunos años de la de 1990, fue discontinuado en 1993 por nuevas reglamentaciones en Buenos Aires, que prohibían el uso de motor delantero en buses urbanos.

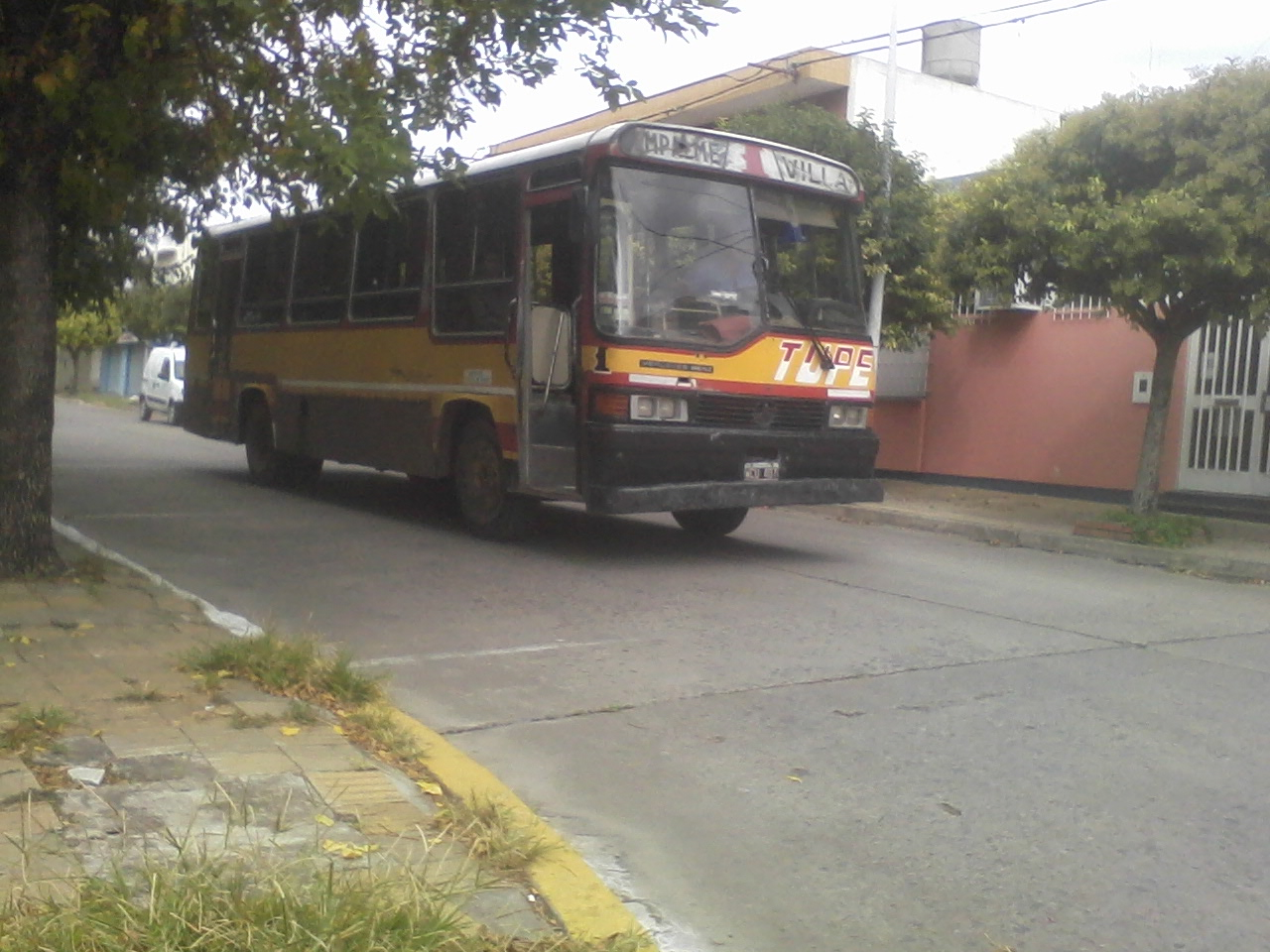
Coche 1 de tupe

Este se fabricó de 1982 a aproximadamente 1993, en Argentina. La carrocería es colectivo sobre bastidor.

## Ficha técnica

### Motor
- Motor: OM352, en la parte delantera con cilindrada de 5675 cm³, el motor tenía 6 cilindros,

Diámetro × carrera (mm): 97 × 128.
Potencia (CV): 130, régimen ((r. p. m.): 2800
- Par Motor (mkg): 37, tracción: trasera
- Refrigeración: agua
- Combustible: gas-oil
- Sistema de Combustible: inyección directa

### Transmisión
- Caja de cambio: G 3/40 5/7,5 (opcional G 3/36 5/8,98)
- Velocidades: 5 + 1 retroceso
- Eje delantero: VL 3/7 D:5
- Eje trasero: HL 4/24 D 7,6/40:7 (opcional 48:7)
- Desmultiplicación: 5,174 (opcional 6,857)

### Frenos
- Frenos: a aire, circuito independiente para eje delantero y trasero.
- Freno de estacionamiento: sobre las ruedas traseras. Accionamiento por aire.

### Capacidades
- Capacidad Combustible (L): 210
- Sistema de enfriamiento (L): 25
- Caja de cambio (L): 5
- Diferencial (L): 5
- Dirección (L): 3,25
- Cárter (máximo/mínimo) (L): 14/10
- Filtro de aceite (litros): 2,5
- Peso Vacío (kg): 12000

### Dimensiones
- Largo (mm): 9220
- Ancho (mm): 2380
- Distancia entre Ejes (mm): 4570
- Trocha Delantera (mm): 1986
- Trocha Trasera (mm): 1746
- Voladizo delantero (mm): 1650
- Voladizo trasero (mm): 2600

### Suspensión
- Suspensión Delantera: Ballestas, amortiguadores
- Suspensión Trasera: Ballestas, amortiguadores, barra estabilizadora

### Otros
- Dirección: ZF 8062 hidráulica
- Llantas: de disco 7.00 x 20
- Neumáticos: 9.00 x 20 /14
- Generador eléctrico: alternador 14 V 55 A. Batería 180 Ah. 12 V